# Bistum Brandenburg

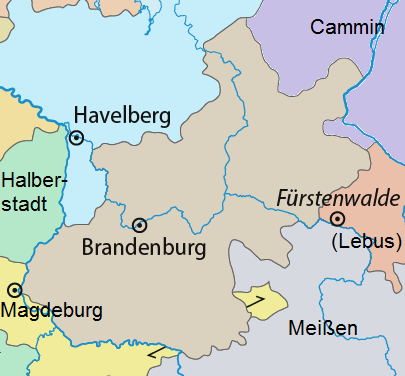
Bistum Brandenburg (Diözesangrenzen)

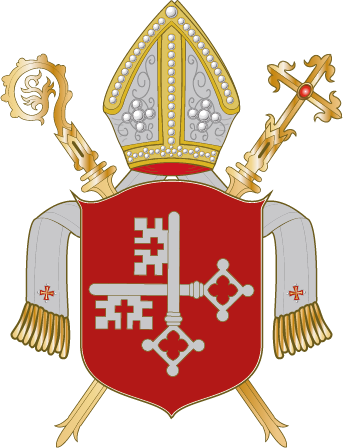
Das brandenburgische Bistumswappen

Das Bistum Brandenburg (lat. Episcopatus Brandenburgensis oder Dioecesis Brandenburgensis) wurde laut Gründungsurkunde anno 948 geschaffen. Es gehörte anfangs zur Kirchenprovinz Mainz, ab 968 zur Kirchenprovinz Magdeburg. Namenspatron war der Apostel Petrus, ab Anfang des 13. Jahrhunderts zusätzlich der Apostel Paulus. Das Bistum hörte faktisch 1560, formal 1598 auf zu existieren.

## Lage
Das Bistum Brandenburg erstreckte sich um 1500 über den Großteil der Mittelmark (Mark Brandenburg zwischen Elbe und Oder), Teile des Erzstifts Magdeburg, von Anhalt und von Sachsen-Wittenberg sowie (fast) das gesamte Hochstift Brandenburg.

## Geschichte

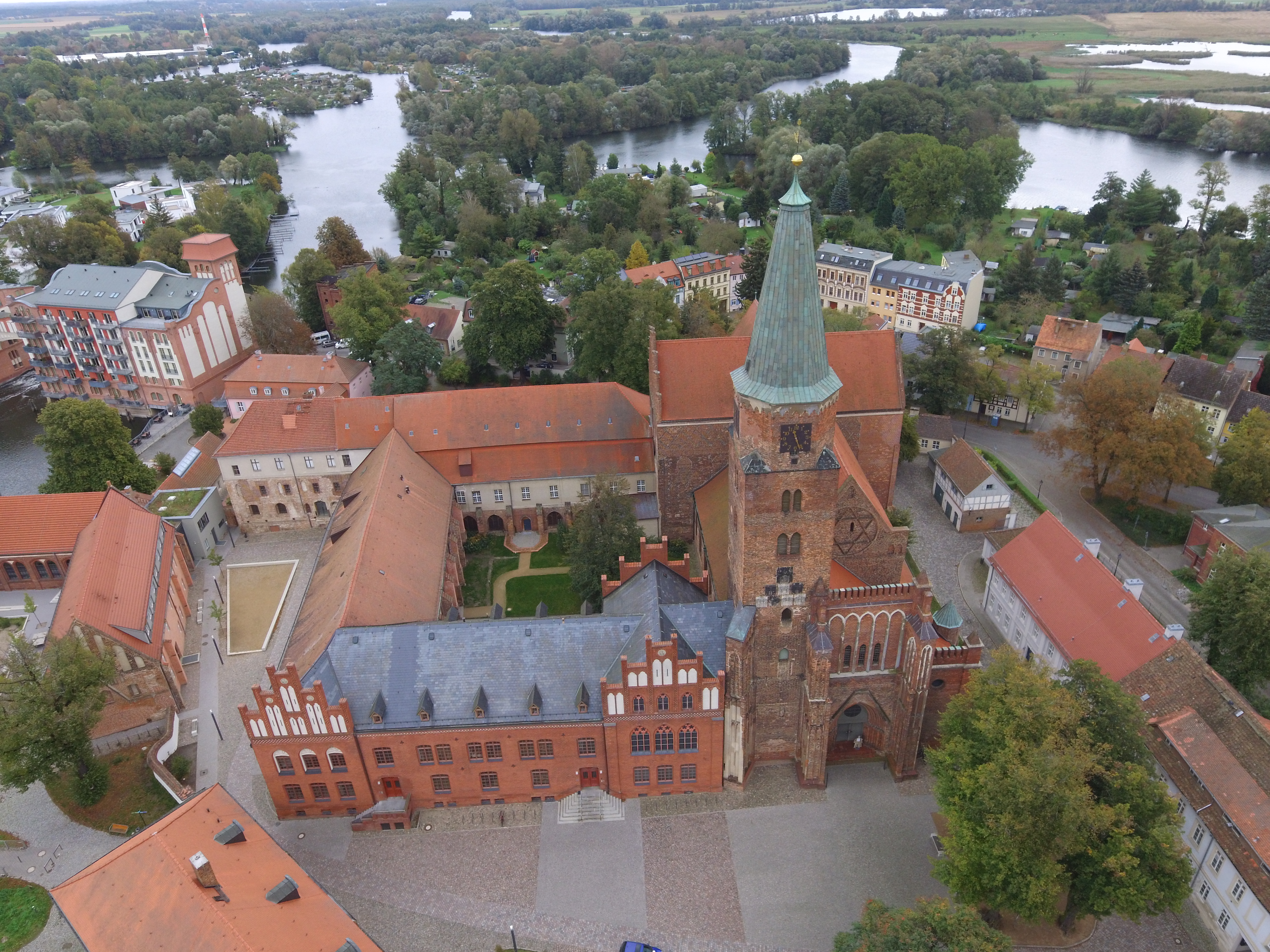
Der Dom St. Peter und Paul (rechts) mit angebauter Domklausur, Kloster und Nebengebäuden

### Bistumsgründung
Im Winter 928 eroberten Truppen des sächsisch-christlichen Herrschers Heinrich I. eine der ostelbischen slawischen Hauptburgen, die Brandenburg. Das Bistum wurde sodann durch König Otto errichtet. Dieser stattete das Bistum auch mit den nötigen weltlichen Besitzungen, die das Hochstift Brandenburg, das bischöfliche Fürstentum bildeten, aus. Die Gründungsurkunde des Bistums, die im Original erhalten ist, wurde auf den 1. Oktober 948 datiert. Es existiert jedoch ein Historikerstreit, wann das Bistum tatsächlich gegründet wurde, wobei sich die Daten zwischen 938 (beruhend auf einem Chronik-Vermerk durch Thietmar von Merseburg) und 965 bewegen. Ein Ziel der Bistumsgründung war die Eingliederung der ostelbischen Gebiete in das ostfränkische Reich.

### Vertreibung der Bischöfe
Eine zentrale Aufgabe war die Missionierung und Bekehrung der wendischen Bevölkerung. Dagegen formierte sich Widerstand der einheimischen Bevölkerung, der im Slawenaufstand von 983 gipfelte. Dabei wurden die Bischofssitze Havelberg und Brandenburg erobert. Bischof Folkmar von Brandenburg konnte fliehen, die übrigen Geistlichen wurden gefangen genommen. Neben anderen Gewalttätigkeiten vergriffen sich die Eroberer auch an dem Grab von Bischof Dodilo. Jenseits der Elbe brach die Kirchenorganisation fast völlig zusammen.
Auch wenn ihre Diözesen praktisch verloren waren, wurden dennoch weiter Bischöfe von Havelberg und Brandenburg gewählt. Sie lebten entweder in der Nähe der Erzbischöfe von Magdeburg oder amtierten als Weihbischöfe in westlichen Teilen des Reiches.

### Neuaufbau der Bistumsorganisation

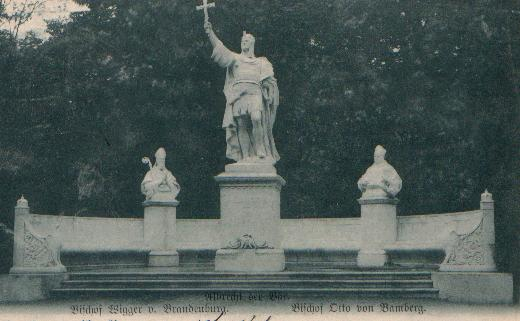
Wigger, Bischof von Brandenburg (1138–1160) links und Otto I., Bischof von Bamberg rechts flankieren Albrecht den Bären, Postkarte, 1898

Erst seit Anfang des 12. Jahrhunderts gab es Entwicklungen, die zu einem Wiederaufschwung der Missionstätigkeit und zur Rückkehr der Bischöfe in ihre Diözesen führten. Zu nennen ist die Herrschaftsbildung durch Markgraf Albrecht den Bären, der Beginn der Deutschen Ostsiedlung und das Auftreten neuer Reformorden insbesondere der Prämonstratenser. Aus ihren Reihen kamen verschiedene Brandenburger Bischöfe, die in erster Linie auf eine friedliche Missionstätigkeit setzten. Eine wichtige Rolle spielte in dieser Hinsicht Bischof Wigger von Brandenburg. Dieser errichtete in Leitzkau einen Prämonstratenserkonvent, welcher zum provisorischen Domkapitel der Diözese wurde. Möglicherweise auf Bitten des christlichen Hevellerfürsten Pribislaw konnte er den Prämonstratenserkonvent Pardwin in St. Gotthardt in der Siedlung Parduin, der späteren Altstadt Brandenburg gründen.
Sein Nachfolger Wilmar von Brandenburg machte 1161 dieses Stift zum Domkapitel und veranlasste 1165 dessen Übersiedlung auf die Dominsel von Brandenburg, wo nun auch der Grundstein zur neuen Kathedrale St. Peter und Paul gelegt wurde. Nachdem bereits 1186 die Rechte von Domkapitel und Dompropst fixiert wurden, inkorporierte Papst Clemens III. das Domkapitel 1188 endgültig dem Prämonstratenserorden. An den Dom schließt sich im Norden eine Klosteranlage an, welche mit Refektorien, Dormitorien, Kreuzgang und Nebengelassen versehen ist. Im Nordwesten ragt ein größeres, mehrstöckiges Gebäude aus dem rechteckigen Grundriss der Klosteranlage heraus, das in alten Schriften den Namen „Spiegelburg“ trägt; wahrscheinlich diente es als bischöfliche Residenz. Die Klosteranlage selbst war in der Frühzeit Lebensmittelpunkt der ansässigen Domherren.
Die Bischöfe hatten neben der Dominsel zu Brandenburg die Nebenresidenzen Burg Pritzerbe und Burg Ziesar, die sie wechselweise bewohnten. Von 1216 bis 1275 wurde Pritzerbe und ab 1327 Ziesar bevorzugte Bischofsresidenz sowie Verwaltungszentrum für das Bistum. Die Verwaltung des Domes übernahmen vor Ort die Pröpste. Weilten die Bischöfe, zum Beispiel anlässlich ausgewählter religiöser Zeremonien, wieder in Brandenburg an der Havel, so bezogen sie den Bischofshof an der Kirche St. Gotthardt, die in der Frühzeit des Bistums selbst für ein Jahrzehnt während des Baus des Doms die Kathedralfunktion innehatte. Die Umfriedung des Bischofshofs (siehe Saldria (Gotthardtkirchplatz 9 und 10)) bildete gleichzeitig den nördlichen Abschluss der Altstadt Brandenburg.

### Reformation und Ende
Im 15. Jahrhundert zählte das Bistum Brandenburg 18 Sedes mit über 285 Pfarrkirchen. Seit 1527 durch Bischof Matthias von Jagow zunehmend protestantisiert, erhielt es 1540 die neue protestantische Kirchenordnung. Seit 1560 wurde Brandenburg mit Havelberg und Lebus in Personalunion geführt, welche schon bald in eine Realunion überführt wurde. 1560 ging der größte Teil des kirchlichen Besitzes (u. a. die Burg Ziesar) auf den Kurfürsten über. Das Domkapitel von Brandenburg ist bis auf den heutigen Tag als protestantisches Kathedralkapitel existent.

## Organisation und Verwaltung

### Bischof
Über die Herkunft der Bischöfe vor und während der Exilzeit ist nur wenig bekannt. Eine wichtige Rolle bei der Bestimmung eines neuen Bischofs hatte zu dieser Zeit der König. Stärkeres Gewicht erhielt das prämonstratensisch geprägte Domkapitel seit der Mitte des 12. Jahrhunderts. Es galt die Bestimmung, dass die neuen Bischöfe möglichst aus den Reihen der Domkapitulare selbst stammen sollten oder zu mindestens Prämonstratenser waren.
Von 30 regulären Bischöfen und 9 Gegenbischöfen bis zur Reformation waren mindestens 21 Prämonstratenser. Die Übrigen waren meist Kleriker aus anderen Domkapiteln oder hatten andere gehobene Posten im Säkularklerus inne. Die meisten hatten einen adeligen Hintergrund. Mindestens 11 stammten aus dem märkischen Adel. Mit Siegfried I. war auch ein Mitglied des askanischen Fürstenhauses vertreten. Nachweisbar bürgerlicher Herkunft waren Stephan Bodecker und Hieronymus Schulz.

### Domkapitel

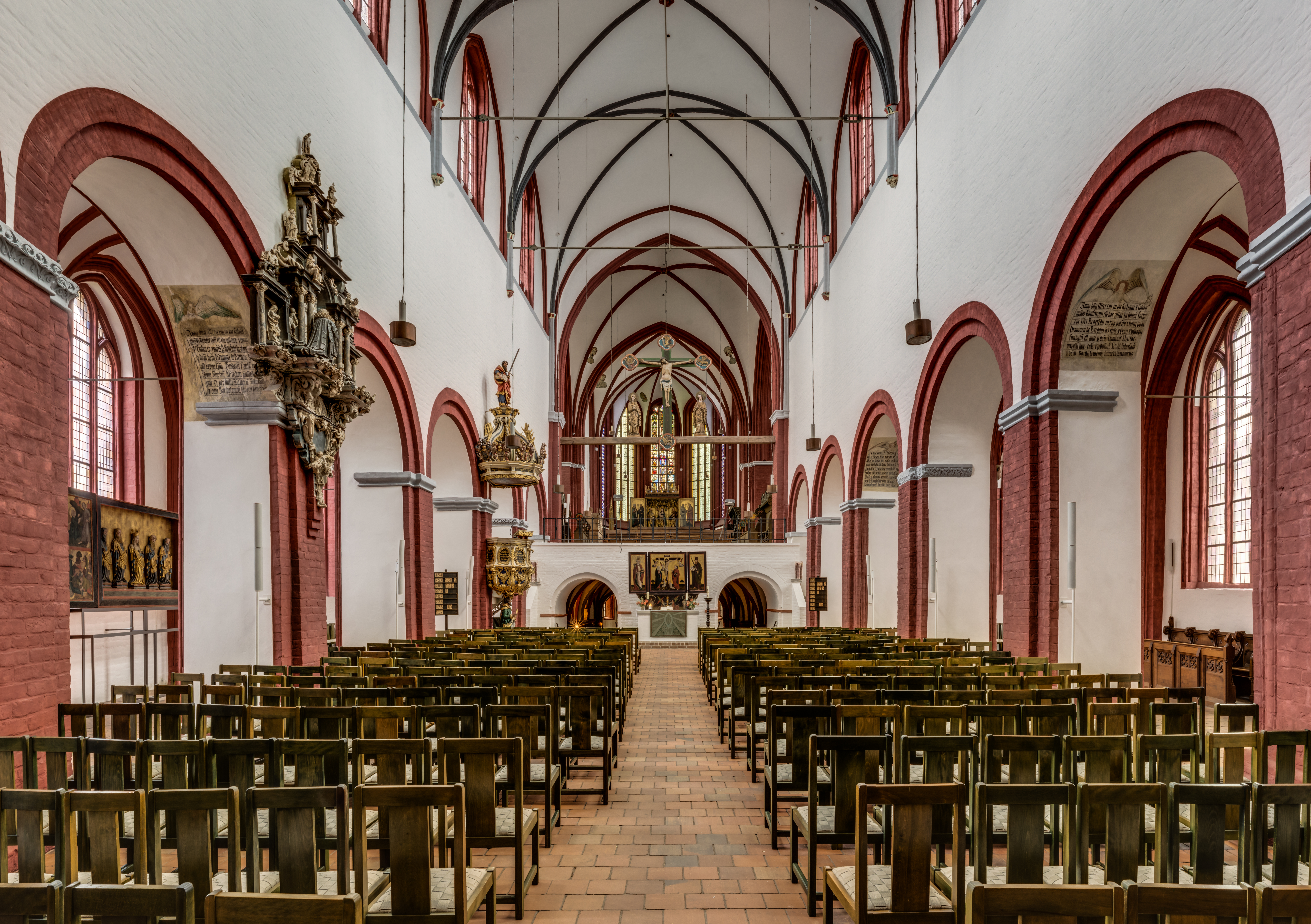
Langhaus und Chor des Doms zu Brandenburg

Das sich grundsätzlich selbst ergänzende Domkapitel mit Propst und Prior an der Spitze hatte in guten Zeiten ca. 30 Mitglieder, wobei der Anteil des Adels im 14. Jahrhundert bei 35 % und im 15. Jahrhundert bei 45 % lag. Zumeist ohne universitäre Bildung, versorgte das Kapitel etwa 14 seiner 30 Kirchen selbst. Nachdem der markgräfliche Versuch einer Umwandlung in ein Säkularkanonikerstift an Bischof und Kapitel 1447 gescheitert war, gelang die Transmutation 1506/07, wobei es auf 16 Mitglieder reduziert worden war. An seiner Spitze standen nun Propst und Dekan. Papst Leo X. verlieh dem Kurfürsten von Brandenburg, welcher bereits das Nominationsrecht auf 4 Domkanonikate besaß, 1514 das Nominationsrecht für die Dompropstei.

### Archidiakonate
Das Bistum Brandenburg war im 12. Jahrhundert in die Archidiakonate Leitzkau und Brandenburg gegliedert. Folgende Propsteien bestanden, entwickelten sich im 13. Jahrhundert:
- Propstei Leitzkau, seit 1139, vom Stift Leitzkau verwaltet, umfasste Gebiet zwischen Elbe und Ihle
- Propstei Brandenburg, seit 1144/48,  vom Domstift Brandenburg verwaltet, umfasste Gebiet westlich der Havel
- Propstei Jüterbog, nur kurzzeitig im 13. Jahrhundert
- Propstei Nauen, nur kurzzeitig im 13. Jahrhundert
- Propstei Mittenwalde, nur kurzzeitig im 13. Jahrhundert, dann zur Propstei Brandenburg
- Propstei Liebenwalde, später als Propstei Templin
- Propstei Berlin, 1244 erstmals erwähnt, seit 1467 durch Kollegiatstift Cölln verwaltet
- Propstei Stolpe, später Propstei Angermünde
- Propstei Bernau, 1292 erstmals erwähnt.

Die Archidiakonate überlebten die Reformation.

### Sedes
Das Bistum war in bischöfliche und archidiakonale Sedes als Verwaltungssitze von Erzpriestern aufgeteilt. Die Benennung erfolgte nach der jeweiligen Hauptortschaft. Auf ersterer Ebene existierten 18 davon. Letztere überlieferten die Schriftquellen lediglich im Archidiakonat Brandenburg. Dort fungierten 12. Für Leitzkau nahm Fritz Curschmann aufgrund dessen Größe dennoch eine Untergliederung an. Beim direkten Vergleich beider Verwaltungsstrukturen ergab sich folgendes Bild: Identisch in der Ausdehnung waren nur die zwei gleichnamigen Sedes Rathenow, für Nauen stimmten sie weitgehend überein. Oft standen dem bischöflichen Gebiet zwei auf archidiakonaler Seite gegenüber. So zerfiel Jüterbog in Luckenwalde (umfasste die Nordspitze) und Jüterbog (für das Gros).
| Hauptortschaft           | Anzahl der Orte |
| ------------------------ | --------------- |
| Altfriedland             | 14              |
| Angermünde               | 44              |
| Belzig                   | 42              |
| Berlin                   | 24              |
| Bernau                   | 65              |
| Brandenburg an der Havel | 79              |

| Hauptortschaft | Anzahl der Orte |
| -------------- | --------------- |
| Jüterbog       | 63              |
| Leitzkau       | 52              |
| Nauen          | 41              |
| Rathenow       | 32              |
| Spandau        | 82              |
| Strausberg     | 39              |

| Hauptortschaft | Anzahl der Orte |
| -------------- | --------------- |
| Templin        | 33              |
| Treuenbrietzen | 33              |
| Wittenberg     | 57              |
| Zehdenick      | 20              |
| Zerbst         | 39              |
| Ziesar         | 39              |

## Hochstift
Im Vergleich zu anderen Hochstiften war das Geistliche Territorium des Bischofs von Brandenburg klein. Neben dem Teilgebiet um Ziesar gab es weitere um Pritzerbe, Schmerzke, Teltow und Blumberg. Das kurzzeitig besessene Ländchen Königsberg in der Neumark wurde 1270 gegen das Ländchen Löwenberg getauscht. Eingeteilt war das Gebiet in die Ämter Ziesar, Brandenburg, Ketzin und Teltow.
Die Bischöfe von Brandenburg lagen bezüglich ihrer landesherrlichen Rechte immer wieder im Streit mit den Erzbischöfen von Magdeburg. Überhaupt stets von den umliegenden Landesherren umkämpft, gelang es den Bischöfen nie ein größeres Territorium zu erwerben. Trotz ihrer Schwäche waren sie zumindest nicht vollständig landsässig. Innerhalb des Hochstifts verfügten die Bischöfe über die Regalien, geboten über die Lehnsmänner, waren die Herren über die Städte. Für die Ansätze einer Landesherrschaft sprach auch die Residenzbildung durch die Burg Ziesar.
Die Brandenburger Bischöfe standen als Reichsfürsten auf dem gleichen Rang wie die Markgrafen von Brandenburg. Dennoch war ihre machtpolitische Stellung zu schwach um auf Dauer eine unabhängige Politik zu betreiben. Ihr kleines Territorium bot nicht ausreichend Deckung. Daher begaben sie sich in den Schutz der Markgrafen und verloren so ihre Ebenbürtigkeit.

## Kultur und Sehenswürdigkeiten

### Dom zu Brandenburg
Der Dom Sankt Peter und Paul zu Brandenburg war die Kathedrale des Bistums.

### Bischofsresidenzen

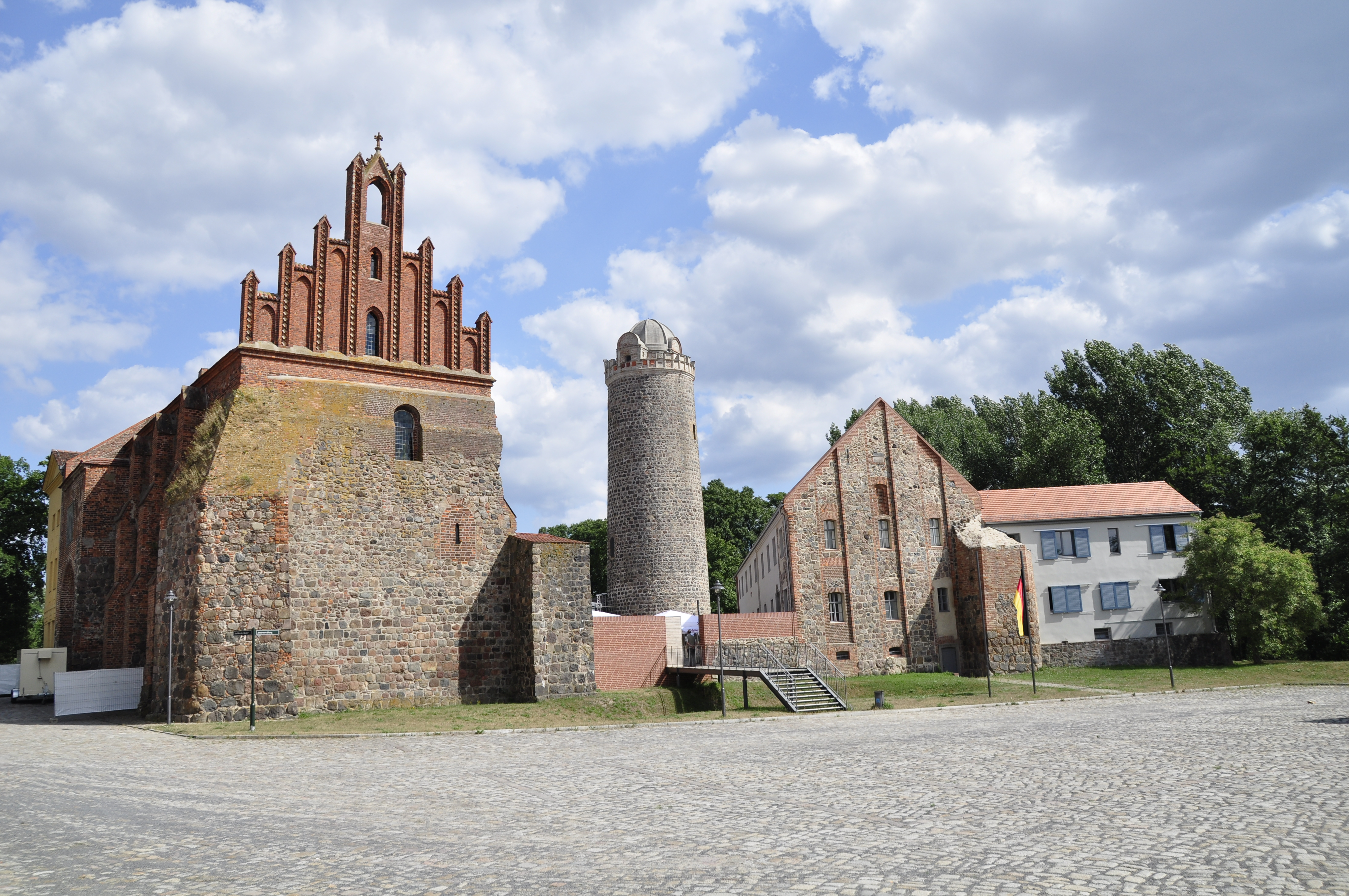
Die Bischofsburg Ziesar

Als sich der erste Dom und der Sitz der Markgrafen von Brandenburg noch das Gelände der alten Slawenhauptburg Brandenburg teilten, residierten die Bischöfe gern auf ihrem nahegelegenen Tafelgut Pritzerbe; sie besaßen dort ein nicht mehr erhaltenes festes Haus oder Burgwardium.
Unter Ludwig Schenk von Neindorf oder schon unter Bischof Friedrich von Plötzke am Anfang des 14. Jahrhunderts zogen die Brandenburger Bischöfe auf die ca. 30 km südwestlich gelegene Burg Ziesar, auf der unter Bischof Dietrich IV. die kulturhistorisch bemerkenswerte Burgkapelle St. Peter und Paul entstand. Diese für jene Zeit nicht ungewöhnliche Separation brachte den Brandenburger Bischöfen mehrere Vorteile: Zum ersten begann das ökonomisch erstarkte Bürgertum der beiden Städte Brandenburg einem Trend der Zeit des ausgehenden Mittelalters folgend die Handlungs-, Rechts- und Bewegungsfreiheit des benachbarten geistlichen Herren mehr und mehr einzuschränken. Ein Umzug auf den Eigenbesitz Ziesar, etwa eine Tagesreise von seiner Kathedralkirche entfernt, sicherte dem Bischof ebendiese in Brandenburg an der Havel verlorenen Rechte und die Möglichkeiten einer standesgemäßen Hofhaltung. Die relative Bedeutungslosigkeit der noch bis in die Mitte des 16. Jahrhunderts als "stedeken" bezeichneten kleinen Stadt Ziesar garantierte, dass die Bischöfe von Brandenburg auf ihrer Burg Ziesar nicht dieselbe Entwicklung zu fürchten hatten wie seinerzeit auf der Dominsel Brandenburg. Während das oftmals in Opposition zu ihrem geistlichen Oberhirten befindliche Domkapitel im Brennpunkt der steten Auseinandersetzung mit den Municipalen der benachbarten beiden mächtigen Städte Altstadt und Neustadt belassen und somit deren Kräfte gebunden waren, beherrschten gleichzeitig die Bischöfe von der Burg Ziesar aus einen entscheidenden Kontrollpunkt der Heerstraße Brandenburg–Magdeburg, eines alten Fernhandelsweges  zwischen Magdeburg, Ziesar und Brandenburg, der weiter nach Spandau und beispielsweise über Posen nach Kiew führte. Als Begräbnisstätte wählten sie dann allerdings mit Ausnahme Dietrich von Stechows wieder ihren Dom zu Brandenburg. Stechow hingegen ließ sich in seiner Kapelle auf der Burg Ziesar beisetzen.

## Anmerkung
1. ↑  
Das Wort Propst (lateinisch prepositus) verwendeten die brandenburgischen Schriftquellen zugleich für einen solchen an Domkapitel, Hospital, Kloster, Propsteikirche und Stift sowie einen Archidiakon. Letztere Wortbedeutung entstand durch die ersten Archidiakone des Bistums. Sie waren tatsächlich zugleich Stifts- (Leitzkau, zwischenzeitlich das Domkapitel) oder Dompropst (Brandenburg). Per Übertragung kamen die Anderen zum gleichen Titel.